# Ultima VII Part 2: Serpent Isle
Ultima VII Part Two: Serpent Isle wurde als Teil des Kanons der Ultima-Rollenspiel-Reihe am 25. März 1993 veröffentlicht. Dieser eigentlich achte Teil der Serie wurde nie wirklich als eigenständiger Teil der Ultima-Reihe betrachtet, da er, anders als bei den anderen Spielen der Reihe, keine neue, eigene Spieleengine nutzt, sondern dieselbe Basis hat, wie der vorangegangene Teil Ultima VII: The Black Gate. Entsprechend wird nach allgemeiner Auffassung bis heute Ultima VII: The Black Gate als der siebte Teil und Ultima VIII: Pagan als der achte Teil der Ultima-Serie bezeichnet.
Die Handlung setzt 18 Monate nach dem Ende der Ereignisse von Ultima VII Part One: The Black Gate ein. Der Avatar verfolgt Batlin, seinen Gegenspieler aus dem ersten Teil, in ein Land, das dem Spiel seinen Namen gab: „Serpent Isle“ (dt. „Schlangeninsel“).
Damit ist es das erste Spiel des Ultima-Kanons, das vollständig außerhalb von Britannia spielt. Zudem ist der Spielablauf sehr viel linearer angelegt, als es bei den bisherigen Teilen der Ultima-Reihe der Fall war, in denen die meisten Aufgaben in fast beliebiger Reihenfolge gelöst werden konnten. Diese Einschränkung in der Entscheidungsfreiheit der Spieler ermöglichte andererseits einen sehr viel detaillierten und ausformulierteren Handlungsstrang. Zudem gibt es nur wenige optionale Nebenaufgaben, da sich alle zu lösenden Aufgaben nach und nach in den sehr komplexen Haupthandlungsstrang einfügen.
Abweichend von früheren Teilen der Serie nehmen die Gefährten des Avatar in Serpent Isle keinerlei Anstoß an nicht tugendhaftem Verhalten wie Diebstahl oder Mord. Sanktioniert wird solcherlei Verhalten nur, wenn die Taten von anderen Nicht-Spieler-Charaktere beobachtet werden können. Da die Welt der 'Schlangeninsel' nicht den in Britannia gelebten Tugenden folgt, kommt es auch vor, dass beispielsweise Wachen bestochen werden wollen, um bei Missetaten ein Auge zuzudrücken. Bestechung war im Rahmen der Ultima-Reise zuletzt in Ultima III möglich.
Ein Lösungsbuch für das Spiel wurde ebenfalls veröffentlicht. Es trägt den Titel Balancing the Scales (dt. 'Die Waage(n) im Gleichgewicht halten')

## Handlung
18 Monate nach der Zerstörung der Schwarzen Pforte und dem Ende von Ultima VII: The Black Gate (und sechs Monate, nachdem der Guardian (dt. „Wächter“) versucht hat, den Avatar und das gesamte Schloss Britannia in einer Hülle aus Blackrock (dt. „Schwarzfels“) gefangen zu setzen, wie in Ultima Underworld II: Labyrinth of Worlds erzählt wird) wird festgestellt, dass der Guardian seine rechte Hand Batlin beauftragt hat Iolos Frau Gwenno zu verfolgen, die sich aufgemacht hatte, die Schlangeninsel zu besuchen. Lord British sendet den Avatar und drei seiner Gefährten (Paladin Sir Dupre, Waldläufer Shamino und den Barden Iolo) zu der Schlangeninsel, um Batlin zu verfolgen und zu stellen. Die Reise per Schiff führt die Gruppe in eine arktische Passage und durch zwei gewaltige Säulen hindurch, an welchen sich Schlangen heraufwinden. Während sie die Säulen passieren, wird das Schiff mitsamt seiner Besatzung auf Serpent Isle teleportiert.
Zu Anfang des Spiels strandet das Schiff wegen eines magischen Sturms an der Küste der Schlangeninsel. Kurz darauf verschwindet in einem weiteren magischen Sturm der Großteil der Ausrüstung der Gruppe. Viele Gegenstände werden dabei scheinbar zufällig ausgetauscht: So hält der Avatar nach dem Sturm statt des magischen Helms eine Pelzmütze in den Händen. Im weiteren Verlauf stellt sich heraus, dass die ausgetauschten Gegenstände mit ihren Gegenstücken den Platz getauscht haben. So weist z. B. ein Pinguinei der Gruppe den Weg, den ausgetauschten Gegenstand in einer Pinguinkolonie im Norden zu suchen.
So bestimmen von Anfang an zwei sich überlappende Hauptaufgaben den Spielverlauf: Die Wiederbeschaffung der magischen Ausrüstung, die zu einem großen Teil benötigt wird, um die gestellten Rätsel und Nebenaufgaben lösen zu können; und die Erkundung der Schlangeninsel, um ihre Historie zu entdecken und dem Ursprung der magischen Stürme auf den Grund zu gehen und zu verstehen, was Batlin dort sucht. Im Verlauf des Spiels besucht die Gruppe so die Ruinen der Städte der untergegangenen Kultur der Ophidianer, wird Zeuge der Ausrottung der friedfertigen Gwani und muss erfahren, dass Iolos Frau Gwenno umgebracht wurde (obschon man sie später wieder ins Leben zurückholen kann). Auch das zerstörte Schloss von Lord Shamino kann man besuchen und dabei den tragischen Hintergrund des Todes seiner Verlobten kennenlernen.
Der Handlungsablauf kann grob in drei Teile gegliedert werden:

### Die Verfolgung von Batlin
Während die Abenteurer Batlin (und Gwenno) verfolgen, erfahren sie, dass die immer schlimmer wütenden magischen Stürme Anzeichen dafür sind, dass diese Welt auseinanderbricht. Während die Apokalypse näher rückt, zeigt der Austausch eines Leuchtturms der Schlangeninsel und der britannischen Münze, dass die Katastrophe nicht auf diese Welt beschränkt bleiben wird. Es scheint möglich, dass neben Schlangeninsel und Britannia das gesamte Universum vom Untergang bedroht ist.
Der Avatar findet heraus, dass Batlin im Auftrag des Guardian versucht, sich drei ophidianische Halbgötter, die sogenannten Geißeln (eng. „Banes“), dienstbar zu machen. Bei diesem Versuch entkommen sie jedoch dem Zugriff Batlins, erschlagen ihn und ergreifen sodann Besitz von den Körpern der drei Gefährten des Avatar, die Batlin aufhalten wollten. So besessen, verwüsten diese die drei Städte der Insel und erschlagen die meisten der Einwohner.

### Der Kampf gegen die Geißeln des Chaos
Nun muss der Avatar versuchen, eine Möglichkeit zu finden, die drei Geißeln (Anarchie, Wollust und Wahnsinn) zu finden, um seine Gefährten von ihrem Einfluss zu befreien. Währenddessen kann Gwenno ins Leben zurückgeholt werden.

### Die Wiederherstellung des Gleichgewichts
Nachdem er die Geißeln besiegt und seine Gefährten befreit hat, muss der Avatar sein erlangtes Wissen über die ophidianische Kultur einsetzen, um sich selbst zum Hierophant of Balance (dt. „Hierophant des Gleichgewichts“) zu erheben. Nur so kann er die, durch einen Krieg zwischen den Kräften des Chaos und der Ordnung vernichtete Chaos Serpent (dt. Chaosschlange) wiederherstellen und so für das Gleichgewicht der Kräfte der Ordnung und des Chaos in der ganzen Welt sorgen. Wie sich herausstellt, ist hierfür die Opferung einer lebenden Seele vonnöten. Der Avatar bietet sich selbst an, doch Dupre, zerfressen von Schuld an dem Massaker, welches er während seiner Zeit der Besessenheit begangen hat, besteht darauf, sich selbst zu opfern und kommt dem Avatar zuvor.
In der Schlusssequenz wird der Avatar in den Äther teleportiert, wo er vor die Schlangen tritt, welche ihm danken und bestätigen, dass das Gleichgewicht wiederhergestellt ist. Dann erscheint plötzlich die riesige Klaue des Guardian, ergreift den Avatar und trägt ihn fort in eine andere Welt: Ultima VIII: Pagan. Dort wird die Geschichte fortgesetzt.

## Rezeption
Die deutsche Zeitschrift PC Player bescheinigte dem Spiel eine Gesamtwertung von 87 %.
Einen Monat später vergab die ebenfalls deutsche Zeitschrift Power Play eine Gesamtwertung von 85 %.

## Sprachversionen
Nachdem für The Black Gate Übersetzungen in verschiedenen Sprachen angefertigt wurden, erschien der zweite Teil Serpent Isle nurmehr in Englisch und Spanisch. Die Erweiterung The Silver Seed (dt. „Der Silbersamen“) wurde ausschließlich in Englisch veröffentlicht wurde. Lediglich Dokumentation und das Begleitheft Beyond the Serpent Pillars (dt. „Jenseits der Schlangensäulen“) wurden international übersetzt und dem (englischen) Originalspiel beigelegt.

## Community Support
Nachdem mit dem Ende der offiziellen, technischen Unterstützung für Ultima VII Teil 2 - Serpent Isle und dem Weggangs von Richard Garriott von Origin, keine Korrekturen am Spiel oder Portierungen für moderne Betriebssysteme und Plattformen zu erwarten waren, begann die Spielgemeinde selbst selbiges zu übernehmen. Exult ist ein Open-Source-Software Spieleengine-Nachbau der Original Ultima VII-Engine, welche das Ausführen von U7 (Black Gate und Serpent Isle) auch auf neuen Plattformen erlaubt. Das seit vielen Jahren aktive Exult-Projekt wurde auch von Richard Garriott bemerkt und positiv kommentiert.
Neben der offiziellen Version existieren von der Fan-Community erstellte Übersetzungen u. a. in Italienisch, und Französisch. Ein spanisches Projekt ermöglicht das Spielen der Erweiterung The Silver Seed ebenfalls in einer spanischen Übersetzung.
Hierfür wurden Hilfsprogramme verwendet, welche das De-Kompilieren, Verändern und Re-Kompilieren der für das Spiel verwendeten Dialogdateien ermöglichen. Solcherart erstellte (inoffizielle) Übersetzungen existieren ebenfalls für Ultima VII: Die Schwarze Pforte und Ultima VI: Der Falsche Prophet.
Inoffizielle deutsche Übersetzung

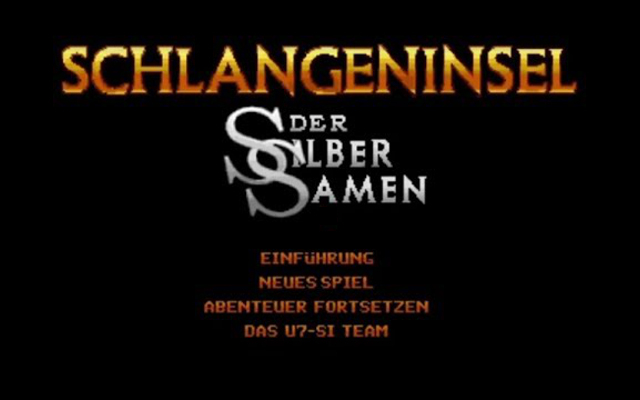
Bildschirmfoto des Startbildschirms von Ultima VII in der eingedeutschten Version

Nach circa vierjähriger Übersetzungsarbeit erschien am 25. März 2021, auf den Tag genau 28 Jahre nach der Veröffentlichung von Ultima VII - Part 2: Sepent Isle, ein Sprachpatch, welcher das Spiel in der aktuellen Version inklusive der Erweiterung The Silver Seed auf Deutsch spielbar macht. Auch hierbei handelt es sich um eine Übersetzung, die von einem Mitglied der Spielergemeinschaft erstellt wurde. Der deutsche Sprachpatch für Ultima VII - Teil 2: Schlangeninsel & Der Silbersamen folgt den Regeln der neuen deutschen Rechtschreibung und beinhaltet neben Texten und Grafiken auch sämtliche Stimmen im Spiel, die von (zum Teil professionellen) Sprechern neu eingesprochen wurden. Eine weitere Besonderheit stellt das ursprünglich geplante, aber nie offiziell erschienene, 90 Sekunden lange Einleitungsvideo dar, das im Rahmen dieser Übersetzung erstmals im Rahmen des Originalspiels verfügbar gemacht wurde. Auch dieses wurde deutsch vertont.

Der Patch ist unter Dosbox und Exult ebenso wie im Rahmen einer Originalinstallation lauffähig.